# Ерик Кригер
Ерик Кригер (Ошац, 21. март 1988) је немачки атлетичар који се такмичио у дисциплини трчања на 400 метара. У почетку каријере такмичио се за СД Дрезден, да би од 2009. прешао у Магдебург.

## Значајнији резултати
| Год. | Такмичење                     | Место     | Дисциплина | Пласман | Резултат |
| ---- | ----------------------------- | --------- | ---------- | ------- | -------- |
| 2007 | Европско првенство за јуниоре | Хенгело   | 400 м      |         | 46,49    |
| 2007 | Европско првенство за јуниоре | Хенгело   | 4 x 400 м  |         | 3:08,64  |
| 2010 | Европско првенство            | Барселона | 4 x 400 м  | 4       | 3:02,65  |
| 2012 | Европско првенство            | Хелсинки  | 4 x 400 м  |         | 3:01,77  |

## Лични рекорд
| Дисциплина | Резултат | Место      | Датум        |
| ---------- | -------- | ---------- | ------------ |
| 400 м      | 45,77    | Регензбург | 8. јун 2013. |

| Дисциплина | Резултат | Место   | Датум             |
| ---------- | -------- | ------- | ----------------- |
| 400 м      | 47,08    | Лајпциг | 21. фебруар 2009. |